# Іванове Селище
Іванове Се́лище — село в Україні, у Глобинській міській громаді Кременчуцького району Полтавської області. Населення становить 552 особи.

## Географія
Розташоване воно в поймі річки Хорол за 71 км від райцентру та за 38 км від залізничної станції Глобине. Вище за течією за 1,5 км розташовано село Демченки, нижче за течією за 1,5 км розташовано село Турбаї, на протилежному березі — села Зубані і Романівка. Довкола села проходить декілька іригаційних каналів. Через село проходить автомобільна дорога Т 1717. Площа села становить 322,7 га.

## Населення
Населення станом на 1 січня 2011 року становить 552 особи, 209 дворів.
- 2001 — 715
- 2011 — 552 жителі, 209 дворів

### Мова
Розподіл населення за рідною мовою за даними перепису 2001 року:
| Мова       | Кількість | Відсоток |
| ---------- | --------- | -------- |
| українська | 703       | 98.32%   |
| російська  | 12        | 1.68%    |
| Усього     | 715       | 100%     |

## Історія
За заслуги під час Полтавської битви з шведами Петро І дарував офіцеру царської армії Івану Шадурі сто десятин землі з угіддями на них та звання дворянина. В 1711 році Шадура приїхав у селище понад Хоролом, відгородив подаровані йому землі від селянських, побудував будинок і інші господарські приміщення. Садибу обгородив високим тином. Селище наказав іменувати «Іваново».
В 1783 році Катерина ІІ на прохання спадкоємців Шадури, закріпила за ними селян селища Іваново.
Наприкінці XVIII ст. остання спадкоємиця з роду Шадури Єфросинія, успадкувавши Іваново, наказала хутір називати Єфросинівкою. Незабаром будинок, землі і селян продала. Маєток Шадури купив Іван Щочка, предок якого був соцьким писарем Лубенського полку, для одного з своїх синів і наказав називати його — хутір Іванове Селище. Ця назва збереглася до осені 1917 року.
Під час більшовицького перевороту селяни відібрали у поміщика Щочки зерно, худобу, перейменували хутір на «Іванівка».
Після встановлення в Іванівці радянської окупації, восени 1920 року, хутір Іванівка злився з сусіднім хутором Селище в одне село, яке стало називатись Іванове Селище.
У Національній книзі пам'яті жертв Голодомору 1932—1933 років в Україні вказано, що 247 жителів села загинули від голоду.
12 червня 2020 року, відповідно до розпорядження Кабінету Міністрів України № 721-р «Про визначення адміністративних центрів та затвердження територій територіальних громад Полтавської області», село увійшло до складу Глобинської міської громади.
19 липня 2020 року, в результаті адміністративно - територіальної реформи та ліквідації Глобинського району, село увійшло до складу новоутвореного Кременчуцького району.

## Економіка
В Івановому Селищі діють сільськогосподарські підприємства ПАФ «Світ», СФГ «Скіф», ФГ «Хорол», ТОВ «Івановоселищенський 2». Розташована центральна садиба відділення ТОВ «Оріон молоко», яке має на території села молочно — товарну ферму, автопарк, тракторну бригаду, їдальню, зернотік.

## Освіта
Працює Івановоселищенська загальноосвітня школа І-ІІІ ступенів.

## Культура
Діють:
- будинок культури
- бібліотека

## Інфраструктура
В селі Іванове Селище розташовані
- приміщення сільської ради
- контора Івановоселищенського споживчого товариства
- магазини продовольчих товарів та товарів повсякденного вжитку

Село не газифіковане, але ведуться роботи по газифікації села.

## Особистості
- Карлаш Володимир Григорович — український композитор, музикант-інструменталіст, викладач.
- Коваленко Василь Наумович — Герой Радянського Союзу

## Спорт
У районному чемпіонаті з футболу село представляє ФК «Хорол».